# De aanklacht
De Aanklacht (The Appeal) is een legal thriller van de Amerikaanse schrijver John Grisham uit 2008. Het boek beschrijft de manipulatie van rechtersverkiezingen in Mississippi door een grote onderneming in de hoop in hoger beroep een ongunstige rechterlijke beslissing ongedaan te maken.
Het boek is gebaseerd op een waar gebeurde geschiedenis uit West-Virginia, waarbij de onderneming A.T. Masey Coal de rechtersverkiezingen in de staat trachtte te beïnvloeden door de campagne te financieren van een kandidaat die het bedrijf welgezind zou zijn. Dit alles diende om onder een veroordeling van $ 50 miljoen schadevergoeding uit te komen. Het boek kan gezien worden als een aanval op het door een aantal staten toegepaste systeem van rechtersverkiezingen, waarbij bovendien geen paal en perk gesteld wordt aan financiering van campagnes, waardoor manipulatie mogelijk is. Aan de andere kant wordt ook een kritische kijk gegeven op de keerzijde van 'punitive damage' in de Verenigde Staten: grote risico's, hoge aansprakelijkheidsverzekeringspremies, en de opkomst van massaclaims.

## Het verhaal
Het advocatenechtpaar Wes en Mary Grace Payton vertegenwoordigt Jeanette Baker in een rechtszaak tegen Krane Chemical wegens vervuiling van het drinkwater door illegale lozingen waardoor Jeanette Bakers man en zoontje aan kanker zijn overleden. Ze zijn niet de enigen: er zijn zoveel sterf- en ziektegevallen, veroorzaakt door het gif dat Krane illegaal in de bodem heeft geloosd, dat de streek de bijnaam Kanker County heeft gekregen. Krane wordt door de jury veroordeeld tot $ 3 miljoen materiële schadevergoeding plus $ 38 miljoen punitive damage. Voor de Paytons is dit een hele opluchting aangezien ze alles in de zaak geïnvesteerd hebben en op de rand van faillissement staan.
Carl Trudeau, eigenaar van de Trudeau Group die 45% van de beursgenoteerde Krane-aandelen bezit, is een stuk minder gelukkig. Honderden toekomstige eisers staan in de startblokken na deze uitspraak, en het aandeel krijgt hierdoor op de beurs zulke harde klappen dat Trudeau in een enkele dag een miljard dollar armer wordt. Bovendien weigert hij uit principe ook maar een cent te betalen aan 'die boeren die in trailers wonen'. Hij schakelt via een bevriende senator Barry Rhinehart in, die zich specialiseert in manipulatie van rechtersverkiezingen.
Wanneer de zaak Baker vs. Krane in hoger beroep bij het Supreme Court van Mississippi belandt, zal bij de huidige samenstelling dit hof van 9 rechters de veroordeling met 5 tegen 4 stemmen bevestigen. Maar de termijn van rechter Sheila McCarthy loopt binnenkort af, waardoor er verkiezingen zullen komen. McCarthy zou de zaak waarschijnlijk in het voordeel van de eiser beoordelen als ze haar positie behoudt. Wanneer zij echter vervangen zou worden door iemand die Krane gunstiger gezind is, zal de stemming met 5 tegen 4 in het voordeel van Krane uitvallen. Voor het 'luttele' bedrag van $ 8 miljoen gaat Rhinehart aan de slag.
Rhinehart weet van zijn gegevens dat in Mississippi een latente voorkeur bestaat voor een conservatieve kandidaat, die er traditionele familiewaarden op na houdt, blank is en naar de kerk gaat, voor de doodstraf is, en bereid is streng op te treden tegen misdadigers. Bovendien valt veel financiële steun te verwachten van artsen en grote ondernemingen die beducht zijn voor forse schadeclaims. De keuze valt op de advocaat Ron Fisk, die benaderd wordt door Rhineharts medewerker Tony Zachary. Zachary doet zich voor als een vertegenwoordiger van een groep lobbyisten die grote ondernemingen en artsen vertegenwoordigt, zodat Fisk niet te weten komt wie werkelijk zijn broodheer is.
Zachary stoomt Fisk klaar en zet een gesmeerde campagne in werking. Bovendien wordt de gokverslaafde advocaat Clete Coley omgekocht om zich eveneens kandidaat te stellen met de standpunten van Fisk tot in den extreme doorgevoerd, zodat Fisk gematigder lijkt. Bovendien kan Clete Coley gebruikt worden om modder naar McCarthy te werpen zonder dat dit negatief op Fisk terugslaat.
Rechter McCarthy wordt in de Fisk-campagne afgeschilderd als te liberaal en te laks. Er wordt haar verweten dat ze een pedofiel zou hebben vrijgesproken, en het homohuwelijk wil legaliseren. Door toeval (maar eigenlijk omgekocht door Rhinehart) proberen twee homo's, Myercheck en Spano, inderdaad te trouwen, en gaan tegen de rechterlijke weigering in beroep. De boodschap is duidelijk: 'als McCarthy nog rechter is wanneer de beslissing zal vallen, zal ze voor het huwelijk stemmen zodat homohuwelijken legaal worden'. De werkelijkheid is echter dat alle 9 rechters, inclusief McCarthy, het beroep zouden verwerpen omdat ze de wet (die huwelijk expliciet als verbintenis tussen man en vrouw bepaald) niet kunnen veranderen; immers ze mogen niet op de stoel van de wetgever zitten. Fisk wordt in spotjes en directe mailings gepropageerd, terwijl McCarthy bovendien al snel in geldnood komt en ook niet gerekend had op zo'n forse campagne van haar tegenkandidaat. 
McCarthy slaat echter terug met een eigen campagne, gesteund door het liberale deel van de staat. Ook de homogemeenschap helpt McCarthy met een onderzoek naar Myercheck en Spano. De homo's zijn namelijk woedend op hen, omdat de rechtszaak en media-aandacht een averechts effect op homo-emancipatie in de staat heeft. Zo ontdekken ze dat Myercheck en Spano eigenlijk helemaal geen stel zijn en dat de zaak gemanipuleerd is: ze worden betaald voor hun 'huwelijk' en rechtsgang, en wonen niet eens echt in de staat. 
Een en ander wordt naar de pers uitgelekt en Fisk is diep geschokt wanneer hij de kranten ziet. Hij is namelijk (nou juist vanuit zijn conservatief-christelijke opvattingen) een eerlijk man, en hij besefte niet dat en waarom zijn campagne zo smerig was. Hij wil zich terugtrekken, maar Zachary weet hem met grote moeite te overtuigen dat hij moet doorzetten nu de overwinning binnen bereik is. En inderdaad, ondanks de tegencampagne wint Fisk de verkiezingen glansrijk. Na Fisks overwinning trekken Myerchek en Spano hun hoger beroep in en vertrekken uit de staat.
Binnen enkele maanden na zijn aantreden staat hij bekend als een verdediger van de grote ondernemingen, die verschillende schadeveroordelingen vernietigt. De ondernemingen en artsen zijn dolblij, evenals hun aansprakelijkheidsverzekeraars die nu niet meer zulke hoge premies hoeven te rekenen en vooral minder uit hoeven te betalen. De benadeelden zijn stukken minder blij, want effectief zijn schadeveroorzakende ondernemingen nu in een positie om iedere claim zonder meer te weigeren, omdat ze in hoger beroep toch altijd worden vernietigd.
De zaak Baker vs. Krane ligt op Fisks bureau, en het ziet ernaar uit dat inderdaad met Fisks stem de uitslag 5 tegen 4 in het voordeel van Krane zal uitvallen. Maar dan slaat het noodlot toe: Fisks zoon Josh loopt een schedelbreuk op door een niet aan de veiligheidsnormen voldoende honkbalknuppel, waarna de op zich goed te genezen verwonding door medische nalatigheid kan escaleren tot een levensbedreigende toestand die Josh blijvende schade toebrengt. Ron Fisk worstelt hierdoor met zijn geweten en vraagt zich af hoe hij zo rücksichtslos grote ondernemingen in bescherming had kunnen nemen. Bovendien is het hem inmiddels duidelijk dat hij in feite een stroman is die dient om Krane een gunstig vonnis te bezorgen. Stemt hij in het voordeel van Krane dan verraadt hij zijn geweten, maar stemt hij in het voordeel van Jeanette Baker, dan verraadt hij zijn kiezers.
Uiteindelijk beslist hij toch met bezwaard gemoed in het voordeel van Krane. Jeanette Baker, de Paytons, en toekomstige eisers staan met lege handen. Carl Trudeau, die bovendien gebruik heeft gemaakt van Kranes lage koers om zijn belang naar 85% uit te breiden, ziet zijn vermogen stijgen tot 3 miljard en lacht in zijn vuistje. Toch lijkt de affaire een verandering in Fisk teweeg te hebben gebracht: tegelijkertijd met de afwijzing van het Krane-beroep stelt hij een eiser in een medische nalatigheidszaak tegen een verpleeghuis in het gelijk.

## Bestseller 60
| Boeken met noteringen in de Nederlandse Bestseller 60 | Jaar van verschijnen | Datum van binnenkomst | Hoogste positie | Aantal weken | Opmerkingen |
| ----------------------------------------------------- | -------------------- | --------------------- | --------------- | ------------ | ----------- |
| De aanklacht                                          | 2008                 | 06-02-2008            | 2               | 25           |             |